# Poll (Colonia)
Poll è un quartiere (Stadtteil) di Colonia, appartenente al distretto urbano (Stadtbezirk) di Porz.